# Hyacinthe Prosper Carlier
Hyacinthe Prosper Carlier est un homme politique français né le 12 août 1755 à Coucy-le-Château (Aisne) et mort le 20 février 1849 au même lieu.

## Biographie
Lieutenant général au bailliage de Coucy-le-Château de 1780 à 1790, il est aussi membre de l'assemblée provinciale du Soissonnais et maire de Coucy-le-Château en 1788. En 1790, il devient président du directoire du district de Chauny puis président du tribunal. Il est député de l'Aisne de 1791 à 1792, siégeant avec les modérés. Il devient conservateur des hypothèques en l'an IV, puis président de l'administration centrale de l'Aisne le 15 floréal an V. Destitué après le coup d’État du 18 fructidor an V, il devient secrétaire général de la préfecture sous le Consulat. Il président du canton de Coucy-le-Château en 1806 et quitte la politique à la chute de l'Empire.

## Sources
- « Hyacinthe Prosper Carlier », dans Adolphe Robert et Gaston Cougny, Dictionnaire des parlementaires français, Edgar Bourloton, 1889-1891 [détail de l’édition]